# Mistrzostwa Polski w Judo 1979
23. edycja Mistrzostw Polski w judo odbyła się w dniach 24 - 25 marca 1979 roku we Włocławku.

## Medaliści 23 mistrzostw Polski

### mężczyźni
| Konkurencja: | Złoto:                            | Srebro:                           | Brąz:                                                      |
| 60 kg        | Edmund Schulz                     | Przemysław Dyczkowski             | Marian Donat Józef Pustelnik Wisła Kraków                  |
| 65 kg        | Janusz Pawłowski Wybrzeże Gdańsk  | Henryk Zorychta                   | Edward Alkśnin Adam Żołądek                                |
| 71 kg        | Adam Sikora                       | Marian Tałaj Gwardia Koszalin     | Witold Chruściel Wisła Kraków Andrzej Czermak Wisła Kraków |
| 78 kg        | Jarosław Brawata                  | Hanryk Hałabuda Wisła Kraków      | Adam Adamczyk Andrzej Grzegorek                            |
| 86 kg        | Zbigniew Bielawski                | Stanisław Liro Wisła Kraków       | Bogusław Hanc Wiesław Chaberski                            |
| 95 kg        | Wojciech Dworczyński Wisła Kraków | Janusz Gałecki                    | Bronisław Saczka Henryk Sienkiewicz                        |
| +95 kg       | Waldemar Zausz                    | Ryszard Pujszo                    | Dariusz Nowakowski Wisła Kraków Piotr Kawka                |
| open         | Waldemar Zausz                    | Wojciech Dworczyński Wisła Kraków | Zbigniew Bielawski                                         |